# 菲恩海姆
菲恩海姆（德語：Viernheim，發音：[ˈfɪʁnhaɪm] ⓘ）是德国黑森州达姆施塔特行政区贝格施特拉瑟县的城市，面积48.41平方千米，2023年12月31日人口为34,348人。

## 友好城市
菲恩海姆与以下城镇结为友好城市：
- 法國 弗朗孔维尔（1966年）
- 英国 波特斯巴（英语：Potters Bar）（1972年）
- 義大利 罗维戈（1991年）
- 德国 哈尔登斯莱本（1992年）
- 布吉納法索 萨托内夫里（Satonévri）（1994年）
- 波蘭 姆瓦瓦（2019年）